# Quế Võ (thị xã)
Quế Võ là một thị xã thuộc tỉnh Bắc Ninh, Việt Nam.

## Địa lý
Thị xã Quế Võ nằm ở phía đông của tỉnh Bắc Ninh, có vị trí địa lý:
- Phía đông giáp thành phố Chí Linh, tỉnh Hải Dương
- Phía tây giáp thành phố Bắc Ninh và huyện Tiên Du
- Phía nam giáp thị xã Thuận Thành và huyện Gia Bình
- Phía bắc giáp thành phố Bắc Giang và thị xã Việt Yên thuộc tỉnh Bắc Giang.

Thị xã có diện tích 155,11 km², dân số tính đến tháng 8 năm 2023 là 213.753 người, mật độ dân số đạt 1.378 người/km².
Địa hình cơ bản của Quế Võ là đồng bằng. Có một số đồi sót. Thị xã có một diện tích nhỏ rừng trồng. Khí hậu (cận) nhiệt đới gió mùa chia làm hai mùa cơ bản: mùa đông lạnh khô vào nửa đầu (tháng 11 đến đầu tháng 2) và ẩm ướt (tháng 2 đến tháng 4), mùa hạ (tháng 5 đến tháng 9) nóng ẩm mưa nhiều. Nhiệt độ trung bình năm 23,2 °C. Lượng mưa trung bình năm 1527mm (thấp hơn các khu vực khác cùng vĩ độ ở vùng đồng bằng sông Hồng). Tuy nhiên mùa xuân lại có lượng mưa phùn cao hơn trung bình khu vực đồng bằng sông Hồng.

## Hành chính
Thị xã Quế Võ có 20 đơn vị hành chính cấp xã trực thuộc, bao gồm 11 phường: Bằng An, Bồng Lai, Cách Bi, Đại Xuân, Nhân Hòa, Phố Mới, Phù Lương, Phương Liễu, Phượng Mao, Quế Tân, Việt Hùng và 9 xã: Châu Phong, Chi Lăng, Đào Viên, Đức Long, Mộ Đạo, Ngọc Xá, Phù Lãng, Việt Thống, Yên Giả.
| \| Tên \| Diện tích (km²) \| Dân số (người) \| Mật độ (người/km²) \| \| ----------- \| --------------- \| -------------- \| ------------------ \| \| Phường (11) \| \| \| \| \| Bằng An \| 4,77 \| 5.763 \| 1.208 \| \| Bồng Lai \| 6,61 \| 10.710 \| 1.620 \| \| Cách Bi \| 8,11 \| 7.722 \| 952 \| \| Đại Xuân \| 7,80 \| 12.323 \| 1.580 \| \| Nhân Hòa \| 6,97 \| 9.528 \| 1.365 \| \| Phố Mới \| 2,76 \| 11.407 \| 4.132 \| \| Phù Lương \| 7,75 \| 7.115 \| 918 \| \| Phương Liễu \| 8,35 \| 30.127 \| 3.608 \| \| Phượng Mao \| 5,02 \| 20.176 \| 4.019 \| \| Quế Tân \| 8,06 \| 8.850 \| 1.098 \| \| Việt Hùng \| 7,92 \| 15.391 \| 1.943 \| \| Xã (9) \| \| \| \| \| Châu Phong \| 8,57 \| 8.205 \| 957 \| \| Chi Lăng \| 15,69 \| 16.346 \| 1.150 \| \| Đào Viên \| 9,53 \| 14.010 \| 1.470 \| \| Đức Long \| 9,35 \| 8.745 \| 935 \| \| Mộ Đạo \| 5,02 \| 6.668 \| 1.328 \| \| Ngọc Xá \| 9,34 \| 13.249 \| 1.419 \| \| Phù Lãng \| 10,20 \| 9.539 \| 935 \| \| Việt Thống \| 5,51 \| 7.198 \| 1.306 \| \| Yên Giả \| 7,58 \| 6.895 \| 910 \| |                 |                |                    |
| Nguồn: Nghị quyết số 723/NQ-UBTVQH15 về việc thành lập thị xã Thuận Thành và các phường thuộc thị xã Thuận Thành, thị xã Quế Võ và các phường thuộc thị xã Quế Võ, tỉnh Bắc Ninh; Phương án số 80/PA-UBND về việc tổng thể sắp xếp đơn vị hành chính cấp huyện, cấp xã tỉnh Bắc Ninh giai đoạn 2023 – 2025 |                 |                |                    |
| Tên | Diện tích (km²) | Dân số (người) | Mật độ (người/km²) |
| Phường (11) |                 |                |                    |
| Bằng An | 4,77            | 5.763          | 1.208              |
| Bồng Lai | 6,61            | 10.710         | 1.620              |
| Cách Bi | 8,11            | 7.722          | 952                |
| Đại Xuân | 7,80            | 12.323         | 1.580              |
| Nhân Hòa | 6,97            | 9.528          | 1.365              |
| Phố Mới | 2,76            | 11.407         | 4.132              |
| Phù Lương | 7,75            | 7.115          | 918                |
| Phương Liễu | 8,35            | 30.127         | 3.608              |
| Phượng Mao | 5,02            | 20.176         | 4.019              |
| Quế Tân | 8,06            | 8.850          | 1.098              |
| Việt Hùng | 7,92            | 15.391         | 1.943              |
| Xã (9) |                 |                |                    |
| Châu Phong | 8,57            | 8.205          | 957                |
| Chi Lăng | 15,69           | 16.346         | 1.150              |
| Đào Viên | 9,53            | 14.010         | 1.470              |
| Đức Long | 9,35            | 8.745          | 935                |
| Mộ Đạo | 5,02            | 6.668          | 1.328              |
| Ngọc Xá | 9,34            | 13.249         | 1.419              |
| Phù Lãng | 10,20           | 9.539          | 935                |
| Việt Thống | 5,51            | 7.198          | 1.306              |
| Yên Giả | 7,58            | 6.895          | 910                |

## Lịch sử
Thế kỷ VI, Triệu Việt Vương dời kinh đô của nhà nước Vạn Xuân từ Long Biên về Vũ Ninh, nay ở Quế Võ.
Năm 1086 đến năm 1094: xây chùa Dạm.
Thời 12 sứ quân, vùng đất thuộc châu Vũ Ninh do Dương Huy rồi Nguyễn Thủ Tiệp cai quản.
Thời Lý, địa phận huyện Quế Võ ngày nay thuộc châu Vũ Ninh.
Thời thuộc Minh là huyện Vũ Ninh thuộc châu Vũ Ninh, phủ Bắc Giang.
Thời Lê Thánh Tông, là các huyện Quế Dương và Võ Giàng, là hai trong năm huyện của phủ Từ Sơn, thuộc thừa tuyên Kinh Bắc. Đến đầu đời Lê trung hưng (năm 1533), vì kiêng húy của vua Lê Trang Tông (Lê Ninh) nên đổi huyện Vũ Ninh thành Vũ Giang, sau lại kiêng húy của Uy Nam vương Trịnh Giang nên đọc chệch âm là Vũ Giàng hay Võ Giàng.
Ngày 7/8/1961, Hội đồng Chính phủ ban hành Quyết định số 120-CP, sáp nhập hai xã Khắc Niệm và Võ Cường thuộc huyện Võ Giàng của tỉnh Bắc Ninh vào huyện Tiên Du cùng tỉnh. Sáp nhập hai huyện Quế Dương và Võ Giàng thuộc tỉnh Bắc Ninh thành một huyện và lấy tên là huyện Quế Võ.
Năm 1962, hai huyện Quế Dương và Võ Giàng được sáp nhập thành huyện Quế Võ. Khi mới hợp nhất, huyện Quế Võ có 24 xã, bao gồm:
- 12 xã thuộc huyện Quế Dương là:  Thái Hòa (Bồng Lai), Từ Đức (Cách Bi), Châu Phong, Chi Lăng, Đức Long, Đức Thành (Đào Viên), Hưng Đạo (Mộ Đạo), Ngọc Xá,  Đại Tân (Phù Lãng), Lê Lợi (Phù Lương), Phượng Mao, Việt Hùng.
- Và 12 xã thuộc huyện Võ Giàng là: Bằng An, Cộng Lạc (Quế Tân), Đại Phúc, Đại Xuân, Hán Quảng, Kim Chân, Nam Sơn, Nhân Hòa, Quốc Tuấn (Phương Liễu), Vân Dương, Việt Thống, Tân Dân (Yên Giả).

Ngày 27/10/1962, Quốc hội khóa II ra Nghị quyết hợp nhất hai tỉnh Bắc Ninh và Bắc Giang thành tỉnh Hà Bắc. Theo đó huyện Quế Võ đã trở thành một đơn vị hành chính của tỉnh Hà Bắc. Ngày 1/4/1963 tỉnh Hà Bắc chính thức hoạt động theo đơn vị hành chính mới.
Năm 1970, một số xã trong các năm 1948-1949 đã đổi tên, nay được tiến hành đổi lại tên trước đó, cụ thể: 
- xã Thái Hòa đổi là xã Bồng Lai.
- xã Từ Đức đổi là xã Cách Bi.
- xã Hưng Đạo đổi là xã Mộ Đạo.
- xã Lê Lợi đổi là xã Phù Lương.
- xã Đại Tân đổi là xã Phù Lãng.
- xã Quốc Tuấn đổi là xã Phương Liễu
- Cộng Lạc đổi là Quế Tân.
- Tân Dân đổi là Yên Giả.
- xã Đức Thành đổi là xã Đào Viên.

Theo đó, huyện Quế Võ có 24 xã là: Bằng An, Bồng Lai, Cách Bi, Châu Phong, Chi Lăng, Đại Phúc, Đại Xuân, Đào Viên, Đức Long, Hán Quảng, Kim Chân, Mộ Đạo, Nam Sơn, Ngọc Xá, Nhân Hòa, Phù Lãng, Phù Lương, Phương Liễu, Phượng Mao, Quế Tân, Vân Dương, Việt Hùng, Việt Thống, Yên Giả.
Ngày 3 tháng 5 năm 1985, xã Đại Phúc thuộc huyện Quế Võ sáp nhập vào thị xã Bắc Ninh. Từ thời điểm đó, huyện Quế Võ còn: 23 đơn vị hành chính trực thuộc, bao gồm 23 xã: Bằng An, Bồng Lai, Cách Bi, Châu Phong, Chi Lăng, Đại Xuân, Đào Viên, Đức Long, Hán Quảng, Kim Chân, Mộ Đạo, Nam Sơn, Ngọc Xá, Nhân Hòa, Phù Lãng, Phù Lương, Phương Liễu, Phượng Mao, Quế Tân, Vân Dương, Việt Hùng, Việt Thống, Yên Giả..
Ngày 7 tháng 10 năm 1995, thành lập thị trấn Phố Mới - thị trấn huyện lỵ huyện Quế Võ trên cơ sở 77 ha diện tích đất tự nhiên và 1.863 người của xã Việt Hùng; 197 ha diện tích đất tự nhiên và 2.469 người của xã Phượng Mao. Sau khi điều chỉnh địa giới hành chính, xã Việt Hùng còn lại 830 ha diện tích đất tự nhiên và 8.416 người; xã Phượng Mao có 382,72 ha diện tích tự nhiên và 3.342 người. Tại thời điểm đó, huyện Quế Võ có 24 đơn vị hành chính trực thuộc.
Ngày 1 tháng 1 năm 1997, tỉnh Bắc Ninh chính thức được tái lập theo Nghị quyết của Quốc hội khoá IX, kỳ họp thứ 10 ngày 06 tháng 11 năm 1996. . Theo đó, khi vừa tái lập tỉnh, Quế Võ là 1 trong 6 đơn vị hành chính của tỉnh Bắc Ninh.
Ngày 9 tháng 4 năm 2007, các xã Kim Chân, Vân Dương, Nam Sơn của huyện Quế Võ sáp nhập vào thành phố Bắc Ninh.
Ngày 31 tháng 7 năm 2020, Bộ Xây dựng ban hành Quyết định số 1006/QĐ-BXD về việc công nhận đô thị Phố Mới mở rộng (đô thị Quế Võ, bao gồm thị trấn Phố Mới và 17 xã: Bằng An, Bồng Lai, Cách Bi, Châu Phong, Đại Xuân, Đào Viên, Đức Long, Mộ Đạo, Ngọc Xá, Nhân Hòa, Phù Lãng, Phù Lương, Phương Liễu, Phượng Mao, Quế Tân, Việt Hùng, Việt Thống) đạt tiêu chí đô thị loại IV.
Ngày 14 tháng 6 năm 2022, Bộ Xây dựng ban hành Quyết định số 490/QĐ-BXD về việc công nhận khu vực dự kiến thành lập thị xã Quế Võ (phạm vi toàn huyện Quế Võ) đạt tiêu chí đô thị loại IV.
Cuối năm 2022, huyện Quế Võ có 21 đơn vị hành chính cấp xã trực thuộc, bao gồm thị trấn Phố Mới (huyện lỵ) và 20 xã: Bằng An, Bồng Lai, Cách Bi, Châu Phong, Chi Lăng, Đại Xuân, Đào Viên, Đức Long, Hán Quảng, Mộ Đạo, Ngọc Xá, Nhân Hòa, Phù Lãng, Phù Lương, Phương Liễu, Phượng Mao, Quế Tân, Việt Hùng, Việt Thống, Yên Giả.
Ngày 13 tháng 2 năm 2023, Ủy ban Thường vụ Quốc hội ban hành Nghị quyết số 723/NQ-UBTVQH15 (nghị quyết có hiệu lực từ ngày 10 tháng 4 năm 2023). Theo đó:
- Thành lập thị xã Quế Võ thuộc tỉnh Bắc Ninh trên cơ sở toàn bộ 155,11 km² diện tích tự nhiên và 219.929 người của huyện Quế Võ
- Thành lập 11 phường: Bằng An, Bồng Lai, Cách Bi, Đại Xuân, Nhân Hòa, Phố Mới, Phù Lương, Phương Liễu, Phượng Mao, Quế Tân, Việt Hùng thuộc thị xã Quế Võ trên cơ sở 11 xã, thị trấn có tên tương ứng.

Sau khi thành lập, thị xã Quế Võ có 11 phường và 10 xã.
Ngày 24 tháng 10 năm 2024, Ủy ban Thường vụ Quốc hội ban hành Nghị quyết số 1255/NQ-UBTVQH15 về việc sắp xếp đơn vị hành chính cấp xã của tỉnh Bắc Ninh giai đoạn 2023–2025 (nghị quyết có hiệu lực từ ngày 1 tháng 12 năm 2024). Theo đó, sáp nhập xã Hán Quảng vào xã Chi Lăng.
Thị xã Quế Võ có 11 phường và 9 xã như hiện nay.

## Kinh tế
Quế Võ là một thị xã khá ít làng nghề truyền thống và làng nghề nếu so các khu vực khác thuộc đồng bằng sông Hồng. Thị xã chỉ có duy nhất một làng nghề gốm Phù Lãng được cấp bằng công nhận. Tuy nhiên thị xã có khu công nghiệp với sự có mặt của các doanh nghiệp trong và ngoài nước đầu tư vào. Những doanh nghiệp ngoài nước đầu tiên và sớm nhất đầu tư vào thị xã là công ty TNHH YUFON, MS ASIA, TIEEING, YUTO, SCHRAMM SSCP... (là những doanh nghiệp liên doanh với Trung Quốc, Hàn Quốc được thành lập lần lượt từ các năm 2007 - 2010). Khoảng sau 2010 đến nay là hàng trăm doanh nghiệp ngoài và trong nước ồ ạt vào đầu tư, giải quyết việc làm cho hàng chục vạn lao động của thị xã và nơi khác. Từ nhiều làng và xã thuần nông không nghề nhưng với sự góp mặt của các công ty xí nghiệp, lao động ngoại tỉnh đến làm công nhân thì từ đây bắt đầu hình thành và phát triển nhiều ngành nghề và nhóm nghề mới như kinh doanh tổng hợp, chế biến thực phẩm, cơ khí, vận tải... nhất là ở khu vực phường Phương Liễu và phụ cận. Phương Liễu cũng là phường có đóng góp phần lớn trong cơ cấu kinh tế của cả thị xã Quế Võ. Các làng nghề truyền thống, làng nghề, làng có nghề, nghề phụ tại thị xã:
- Nghề gốm làng Phù Lãng
- Nghề thợ mộc ở làng La Miệt (Yên Giả)
- Mây tre, đan lát ở Quế Ổ (Chi Lăng) và Hán Quảng.
- Thương mại, dịch vụ tổng hợp đa ngành ở Phương Liễu.

## Văn hóa

### Các lễ hội
(Theo âm lịch)
Tháng giêng
- Mùng 9-10: Hội Giang Liễu (Phương Liễu) với nhiều trò chơi dân gian.
- Mùng 6-15: Hội "chen" làng Nga Hoàng (Yên Giả) có diễn trò trai gái, già trẻ chen nhau
- Ngày 10-15: Hội làng Vân Đoàn (Đức Long) có tục rước lợn đen (ông ỷ)
- Ngày 24-26: Hội làng Liễn Thượng (Đại Xuân) Lễ hội thường có hát quan họ và các chò trơi dân gian như: Cầu lông, bóng đá, bóng chuyền, trọi gà, đập niêu, đu quay, bịt mắt bắt dê,...

Tháng 2Ngày 15 (Âm lịch): Hội chùa Bình Lâm, phường Bằng An.
Ngày 6: Hội làng thôn Quế Ổ - xã Chi Lăng
- Ngày 7: Hội làng thôn Tập Ninh, Đức Tái – xã Chi Lăng
- Ngày 6-8: Hội làng thôn Vũ Dương - Phường Bồng Lai
- Ngày 6-8: hội làng Thống Thượng-Xã Việt Thống Lễ hội có rước nước và dâng hương tưởng nhớ Bác Hồ tại địa điểm đê sông Cầu ngày ngày 20 tháng 7 năm 1960.
- Ngày 7-9 hội làng Châu Cầu, Châu Phong
- Ngày 10-2 hội làng Hà Liễu - Phương Liễu
- Ngày 10-2 âm lịch hội xuống đồng làng Mai Thôn, xã Chi Lăng
- Ngày 9- 10/2 âm lịch lễ hội truyền thống thôn La Miệt, xã Yên Giả
- Ngày 10/02 Hội Đình Làng Quảng Lãm- Đình làng đã được sắc phong Sở Văn Hoá Thông tin tỉnh Bắc Ninh
- Ngày 11/12 Hội Làng Hán Đà và Thị Thôn
- Ngày 14-15: Hội chùa làng Nghiêm Xá ở phường Việt Hùng

Tháng 3
* Ngày 10: Hội đền làng Đông Du, xã Đào Viên
- Ngày 10: Hội đền thờ Nguyễn Cao làng Cách Bi, phường Cách Bi
- Ngày 9-10: Hội làng Liễn Hạ, phường Đại Xuân
- Ngày 15: Hội đình Từ Phong ở phường Cách Bi
- Ngày 15: Hội đình làng thôn Phú Lão ở xã Đào Viên - đình làng đã được 2 lần sắc phong thời Vua Minh Mạng
- Ngày 16-18: Hội đền Đậu (9 làng của 3 xã Mộ Đạo, Chi Lăng, Yên Giả cùng tham gia rước. Lễ hội được tổ chức chính ở Làng Mộ Đạo)
- Ngày 20-21: Hội ba làng (Xuân Bình, Ngư Đại, Công Cối), phường Đại Xuân.

Tháng 8Ngày 14: Hội rước nước đền Phả Lại ở xã Đức Long
Tháng 10Ngày 10: hội mừng lúa mới làng Mai Thôn – Chi Lăng.

## Giao thông
Thị xã Quế Võ có quốc lộ 18, đường vành đai 4 vùng thủ đô Hà Nội và các tỉnh lộ 279, 278, 287, 285B. chạy qua. Ngoài ra còn có dự án đường cao tốc Nội Bài – Bắc Ninh – Hạ Long, đường sắt Yên Viên - Cái Lân đi qua hiện đang được đầu tư.
Cầu Yên Lư kết nối thị xã Quế Võ với huyện Yên Dũng, tỉnh Bắc Giang. Cầu Chì (đang xây dựng) và cầu Bình Than kết nối với huyện Gia Bình. Cầu Phả Lại kết nối với thành phố Chí Linh, tỉnh Hải Dương. Tỷ lệ đô thị hóa tính đến năm 2023 đạt 60,75%.
Các tuyến đường chính:
- ngã tư Phố Mới (giao nhau giữa Trần Hưng Đạo và Quang Trung) 
- Trần Hưng Đạo
- Quang Trung
- Trương Định
- Lương Định Của
- Phan Châu Trinh
- Tống Duy Tân
- Dương Đình Nghệ
- cầu Yên Lư
- cầu Bình Than

## Danh nhân
- Quân sự:

1. Đại tướng Phạm Văn Trà Nguyên Bộ trưởng Bộ Quốc phòng

- Khoa bảng:

1. Nguyễn Nghiêu Tư (trạng nguyên)
2. Nghiêm Hoản (trạng nguyên)

- Võ tướng:  18 vị quận công họ Nguyễn Đức Lưu trữ ngày 21 tháng 4 năm 2024 tại Wayback Machine
- Văn hóa:

1. Nguyễn Cao